# Epipedobates bilinguis
Epipedobates bilinguis é uma espécie de anfíbio da família Dendrobatidae.
Pode ser encontrada nos seguintes países: Colômbia, Equador e possivelmente em Peru.
Os seus habitats naturais são: florestas subtropicais ou tropicais húmidas de baixa altitude, rios, rios intermitentes, marismas de água doce e marismas intermitentes de água doce.
Está ameaçada por perda de habitat.